# جون دبليو. سادلر
جون دبليو. سادلر (بالإنجليزية: John W. Sadler)‏ هو مدرب خيول أمريكي، ولد في 30 يوليو 1956 في لونغ بيتش في الولايات المتحدة.